# Dorami-chan: Mini-Dora SOS!!
Dorami-chan: Mini-Dora SOS!! è un cortometraggio del 1989 con protagonista Dorami. Diretto da Makoto Moriwaki, resta inedito in Italia.

## Trama
Il cortometraggio è ambientato nel 2011, quando i personaggi principali di Doraemon sono sposati e hanno dei figli. A causa di un imprevisto, uno dei Mini-Dora giunge nel passato, ma fa subito amicizia con Nobisuke, Yasashiku "Jaichibi" e Suneki (rispettivamente i figli di Nobita, Gian e Suneo) e mostra loro tutti i Chiusky che ha nella sua tasca quadri-dimensionale. Dorami deve assolutamente ritrovare il Mini-Dora, ma i ragazzi cercheranno di impedire tutto ciò per poter rimanere con il loro amico.

## Distribuzione
Il cortometraggio è stato proiettato nei cinema giapponesi l'11 marzo 1989, insieme a Doraemon: Nobita no Nippon tanjō.